# Яриханов, Хож-Ахмед
Хож-Ахме́д Яриха́нов (дата рождения неизвестна) — политический деятель независимой Чеченской Республики (Нохчи-Чо, Ичкерия) в 1990-е годы, сторонник нормализации отношений с Российской Федерацией.

## Начало биографии
По национальности Х. Яриханов чеченец, согласно утверждению генерал-полковника Г. Н. Трошева («Моя война. Чеченский дневник окопного генерала», 2001 г.), Х. Яриханов является выходцем из тукхума Чинхой. Сведения о семье, детстве и юношестве Х. Яриханова крайне скудны. Известно, что в 1981 г. он защитил диссертацию кандидата технических наук, был доцентом Грозненского нефтяного института, специальность — исследователь параметров систем электроснабжения нефтеперерабатывающих заводов.

## Политическая деятельность
С 1991 г. до начала 1995 г. (по неподтверждённым данным) Х. Яриханов был начальником департамента высших учебных заведений (министром образования) в правительстве независимой Чеченской Республики. В мае 1995 г. он ездил в Санкт-Петербург в качестве министра иностранных дел правительства Д. М. Дудаева (данные представительства Чеченской республике в Москве), где встречался с А. А. Собчаком и Ю. А. Кравцовым, с которыми обсуждал условия мирных переговоров. Х. Яриханов охарактеризовал предложения российской стороны как «очень конкретный план», по которому можно работать. Там же он заявил, что чеченская сторона согласна действовать по «петербургскому плану» и надеется, что он приведет к конкретному результату — в отличие от переговоров под эгидой ОБСЕ, которые «сорвались из-за неготовности к ним российской стороны».
20 июля 1995 года Х. Яриханов заменил, в связи с его болезнью, Усмана Имаева (министр юстиции и Генеральный прокурор Чеченской Республики Ичкерия) на переговорах по мирному урегулированию. Позднее — 2 августа, Д. М. Дудаев отстранил У. Имаева от руководства чеченской делегацией и назначил на этот пост Х. Яриханова.